# Gesäuse
Gesäuse är en bergsregion och nationalpark i Österrike. 
Regionen omfattar den 16 kilometer långa dalgången där floden Enns bryter genom Ennstaleralperna samt bergen på båda sidor av dalen. Floden förlorar på denna korta sträcka över 150 m i höjd och benämningen Gesäuse syftar på det brusande dån som floden därvidlag åstadkommer. På båda sidor av den trånga dalgången reser sig de nästan lodräta bergväggarna mer än 1 000 meter högt över dalen. 

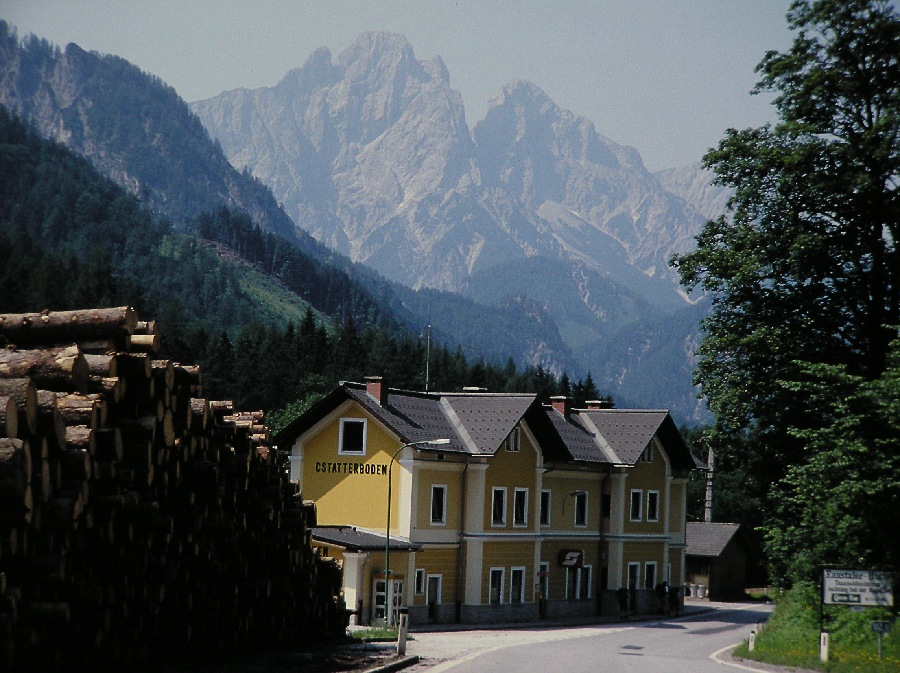
Järnvägsstationen Gstatterboden

Vid ingången ligger orten Admont och vid utgången Hieflau. Den trånga dalen var länge obebodd och även idag finns det bara en ort där (Gstatterboden). Även den nuvarande bilvägen är inte mycket äldre än järnvägen som öppnades 1872. 
Omkring 90 olika fågelarter häckar i nationalparken. Dessutom kan typiska alpina djurarter observeras som t. ex. murmeldjur och gemser.
I Gesäuse finns många klätterleder av olika svårighetsgrad. Även de normala vandringslederna kräver alpin erfarenhet, gångsäkerhet och att man inte får yrsel i höga höjder.